# Circondario di Spoleto
Il circondario di Spoleto era uno dei circondari in cui era suddivisa la provincia di Perugia.

## Storia
Con l'Unità d'Italia (1861) la suddivisione in province e circondari stabilita dal Decreto Rattazzi fu estesa all'intera Penisola. Il circondario fu creato come suddivisione della provincia di Perugia.
Nel 1897 il comune di Ferentillo venne distaccato dal circondario di Spoleto e aggregato al circondario di Terni.
Il circondario di Spoleto fu abolito, come tutti i circondari italiani, nel 1927, nell'ambito della riorganizzazione della struttura statale voluta dal regime fascista.

## Suddivisione
Nel 1863, la composizione del circondario era la seguente:
- mandamento I di Bevagna
  - comuni di Bevagna; Gualdo Cattaneo
- mandamento II di Cascia
  - comuni di Cascia; Monte Leone di Spoleto; Poggiodomo
- mandamento III di Montefalco
  - comuni di Giano dell'Umbria; Montefalco
- mandamento IV di Norcia
  - comuni di Norcia; Preci
- mandamento V di Spoleto
  - comuni di Campello sul Clitunno; Castel Ritaldi; Castel San Felice; Castel San Giovanni di Spoleto; Cerreto di Spoleto; Ceselli; Ferentillo; Meggiano; Sant'Anatolia di Narco; Scheggino; Spoleto; Vallo di Nera
- mandamento VI di Trevi
  - comuni di Monte Santo Viezi; Sellano; Trevi